# Polimíctico
Polimíctico es una calificación que se aplica a los lagos que tienen la característica que las aguas se mezclan vertical y completamente muchas veces al año. Los periodos de mezcla se suceden a lo largo del año, y no se alcanza nunca una estratificación completa del mismo, ni en verano, ni en invierno. En general es el caso de un lago somero, poco profundo, en el que el viento produce la mezcla de las aguas cada vez que aparece.
Los lagos polimícticos se distribuyen por las latitudes templadas y cálidas del planeta, en las cuales no existe helada invernal.